# August Kubizek

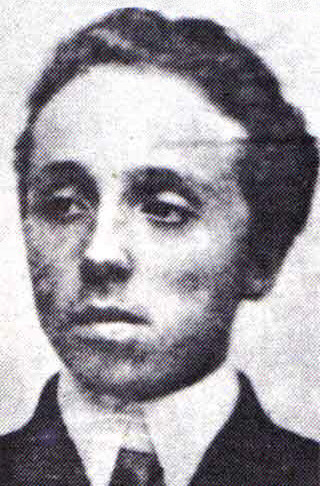
August Kubizek, 1907

August Friedrich „Gustl“ Kubizek (geboren am 3. August 1888 in Linz; gestorben am 23. Oktober 1956 in Eferding) war ein österreichischer Musiker und Freund Adolf Hitlers während seiner Linzer und Wiener Zeit (1904–1908).

## Leben
August Kubizek begann nach dem Besuch der Bürgerschule im väterlichen Betrieb in Linz eine Lehre als Tapezierer. Er war in den Jahren 1904 bis 1908 mit Hitler, der etwa 9 Monate jünger war als Kubizek, befreundet, wobei vor allem die gemeinsame Liebe zu der Musik Richard Wagners als Band zwischen den beiden diente.
Laut Kubizeks Memoiren gelang es dem jungen Hitler im Frühjahr 1908, Kubizeks Vater davon zu überzeugen, seinen Sohn am Konservatorium in Wien Musik studieren zu lassen. Zuvor hatte der Vater starke Bedenken gegen die Überlegungen seines Sohnes gehabt, seine musikalischen Neigungen zum Beruf zu machen, und es vorgezogen, ihn etwas Praktisches lernen zu lassen. Kubizek berichtet als einziger Zeuge von Hitlers einseitiger Zuneigung zu Stefanie Isak, die er zu heiraten beabsichtigte, tatsächlich aber nie ansprach.
In Wien lebten Hitler und Kubizek einige Monate lang zusammen in einem Zimmer bei der Tschechin Maria Zakreys zur Untermiete. Während Kubizek im Herbst 1908 acht Wochen lang Militärdienst im österreichischen Heer leistete, zog Hitler aus dem gemeinsamen Zimmer aus, ohne eine Nachricht über seinen Verbleib zu hinterlassen.
Von Oktober 1912 bis 1914 arbeitete Kubizek als zweiter Kapellmeister am Stadttheater in Marburg an der Drau. Danach nahm er bis 1918 am Ersten Weltkrieg teil. Nach dem Krieg arbeitete Kubizek als Kapellmeister in Wien und von 1920 bis 1945 als Stadtamtsleiter und Kapellmeister der Stadtkapelle des Musikvereins Eferding (Oberösterreich).
Am 1. August 1914 heiratete Kubizek Anna Funke, eine Geigerin aus Wien. Aus der Ehe gingen drei Söhne hervor: der Komponist Augustin (1918–2009), Rudolf (1923–2017) und Karl Maria (1925–1995).
1933 gratulierte Kubizek Hitler anlässlich seiner Ernennung zum Reichskanzler. Im April 1938 kam es zu einem erneuten Zusammentreffen zwischen Hitler und Kubizek in Linz, 1939 und 1940 war Kubizek als persönlicher Gast Hitlers zu den Wagner-Festspielen in Bayreuth eingeladen, wobei er den Aufführungen gemeinsam mit Hitler beiwohnte. Am 21. Februar 1940 beantragte er die Aufnahme in die NSDAP und wurde zum 1. April desselben Jahres aufgenommen (Mitgliedsnummer 7.963.823).
Nach Kriegsende wurde Kubizek wegen seiner privaten Beziehung zu Hitler verhaftet. Er verbrachte 16 Monate im Anhaltelager Glasenbach und wurde mehrfach verhört. Seine Erinnerungen und die Hitlerbriefe überdauerten in einer Mauer seines Wohnhauses in Eferding.

## Bedeutung für die historische Forschung
Im Jahr 1953 veröffentlichte Kubizek als Zeitzeuge ein Buch über seine Jugendfreundschaft mit Adolf Hitler. Einige Historiker ziehen manches davon aufgrund fehlender Zeugen und Belege in Zweifel. Nach dem Erscheinen von Franz Jetzingers Buch Hitlers Jugend: Phantasien, Lügen – und die Wahrheit 1956, in dem der Autor unter anderem ausführt, dass „90 % von Kubizeks Aussagen“ in dessen Buch „erstunken und erlogen“ seien, und dies mit aufwendigen Beweisführungen zu untermauern versuchte, galt Kubizek in der historischen Hitler-Forschung lange Zeit als ein wenig verlässlicher Zeuge. So finden sich zahlreiche Irrtümer Jetzingers bei der Beurteilung Kubizeks u. a. auch bei Werner Maser und Joachim Fest wieder. Die neuere Forschung – so z. B. Brigitte Hamann – schätzt Kubizek als einen im Großen und Ganzen glaubwürdigen Zeugen ein und hält den Großteil seiner Aussagen für wahr.
Angezweifelt wird in der Forschung lediglich die von Kubizek schon für die Wiener Zeit behauptete antisemitische Einstellung Hitlers, die sich in keiner anderen Quelle über diesen Zeitraum findet und durch Hitlers Freundschaft zu jüdischen Mitbewohnern während seiner Zeit im Wiener Männerwohnheim Meldemannstraße, wie etwa Josef Neumann oder Siegfried Löffner, fragwürdig erscheint. Als falsch galt sehr lange insbesondere Kubizeks Erinnerung, Hitler sei 1908 dem Antisemitenbund beigetreten und habe ihn, Kubizek, „gleich mit angemeldet“. Hamann vermutete, dass Kubizek hier versucht habe, seinen eigenen, selbständigen Eintritt in den Bund in späteren Jahren nachträglich Hitler zuzuschreiben, und um der Glaubwürdigkeit willen versucht habe, bereits den frühen Hitler als Antisemiten erscheinen zu lassen. Christian Rapp konnte jedoch nachweisen, dass es diesen Bund der Antisemiten tatsächlich gab (vgl. die von ihm mitkuratierte Ausstellung über den jungen Hitler im Museum Niederösterreich, 29. Februar bis 9. August 2020).

## Schriften
- Adolf Hitler, mein Jugendfreund. Leopold Stocker Verlag, Graz 1953, 9. Auflage 2002, ISBN 978-3-7020-0971-7.